# Paperino
Paolino Paperino (Donald Duck), più noto come Paperino, è un personaggio dei cartoni animati e dei fumetti della Disney.
Ha esordito nel cortometraggio La gallinella saggia del 1934 e nello stesso anno nei fumetti della serie Sinfonie allegre e, da allora, è stato protagonista di molti altri cortometraggi e di innumerevoli storie a fumetti realizzate oltre che negli Stati Uniti anche in altri Paesi del mondo come l'Italia e il Brasile. Il successo del personaggio è tale da farlo diventare testimonial di molte iniziative in varie parti del mondo e oggetto anche di un diffuso merchandising.
È stato definito «l'antieroe per eccellenza, l'incarnazione dell'uomo medio moderno, con le sue frustrazioni, i suoi problemi, le sue nevrosi».
Insieme a Topolino, Biancaneve, Winnie the Pooh, Trilli e Minni, è uno dei sei personaggi Disney che si è guadagnato una stella sulla Hollywood Walk of Fame.

## Origini del personaggio e caratterizzazione
Paperino è un papero antropomorfo maschio, ispirato all'anatra pechino americana (il nome originale in lingua inglese Donald Duck richiama infatti la sua natura di anatra, "Anatra Donald", mentre il termine italiano "papero" è privo di termine equivalente nella lingua inglese).
Ha piumaggio bianco con il becco e le zampe di colore giallo (o arancioni); indossa generalmente un berretto e una blusa da marinaio di colore blu (nera nei fumetti) con un papillon rosso (un tempo nero) e, come quasi tutti i paperi Disney, non porta pantaloni. È anche caratterizzato da una voce starnazzante e quasi incomprensibile, anche se molti personaggi sembrano capire ciò che dice (tranne in certe situazioni). Nei primi cartoni animati in cui è apparso (come nel debutto La gallinella saggia del 1934) il suo aspetto era completamente diverso; era più basso, aveva un colore dei vestiti più chiaro, il cappello era bianco anziché blu e aveva un becco e un collo più lungo: ciò lo faceva apparire più simile ad un'oca che ad un'anatra. A partire dal corto Paperino e Pluto (1936), ha assunto la fisionomia e l'abbigliamento definitivi.
Paperino, già nei cortometraggi ma soprattutto nei fumetti, presenta un carattere complesso e sfaccettato, più di quello di Topolino, motivo per cui è agevolmente considerato lo specchio dell'uomo moderno. Nasce come pigro scansafatiche, caratterizzato però, fin dalla sua seconda apparizione in Una serata di beneficenza (1934), con l'essere irascibile, frustrato e perseguitato dalla sfortuna; infatti, quasi ogni azione che intraprende finisce per causargli danni o problemi. Paperino è noto per il suo carattere focoso: la sua natura aggressiva a volte gli dà vantaggi, come quando è inizialmente spaventato e successivamente la sua paura viene sostituita dall'ira, che lo rende abbastanza forte da sconfiggere individui più grossi di lui. Paperino è anche una specie di burlone e, di conseguenza, a volte può essere un po' prepotente, soprattutto nel modo in cui a volte tratta Cip e Ciop e i suoi nipoti Qui, Quo e Qua. Tuttavia, con poche eccezioni, raramente c'è del male negli scherzi di Paperino, e quando i suoi scherzi vanno troppo oltre spesso si scusa. Nonostante l'indole suscettibile e l'inettitudine, è un personaggio positivo, perché ha buon cuore e raramente provoca qualcuno senza motivo. È amichevole, generoso e leale e, quando la situazione lo richiede, è estremamente coraggioso fino a vestire i panni dell'eroe e sa anche trarre insegnamenti morali dai suoi errori. Gli piace vantarsi, soprattutto di quanto sia abile in qualcosa. È un pescatore di talento e un competente giocatore di hockey. Tuttavia, il suo amore per il vanto spesso lo porta a sopravvalutare le sue capacità, così che quando mette in pratica le sue vanterie, si mette nei guai. Un altro tratto della sua personalità è la sua perseveranza. Anche se a volte può essere un fannullone, una volta che si impegna a realizzare qualcosa ce la mette tutta, ricorrendo a volte a misure estreme per raggiungere il suo obiettivo.
La data di nascita secondo il cortometraggio animato La gallinella saggia è il 9 giugno 1934. È celibe con a carico tre nipoti. Secondo l'albero genealogico ideato da Don Rosa in base alle indicazioni contenute nelle storie a fumetti di Carl Barks, è figlio di Ortensia de' Paperoni (sorella di Paperon de' Paperoni) e Quackmore Duck (figlio di Nonna Papera). Ha una sorella gemella, Della Duck, madre di Qui, Quo, Qua. La prima apparizione del personaggio risale al 1934 nel cortometraggio La gallinella saggia diretto da Wilfred Jackson, nel quale Paperino è il vicepresidente del Circolo dei pigri che ha come presidente Meo Porcello. I due si riveleranno degli inguaribili scansafatiche.
Paperino vive a Paperopoli (Duckburg), in una villetta a due piani con giardino, che però è in affitto (generalmente di proprietà del ricchissimo zio Paperon de' Paperoni), e si occupa dei tre nipotini gemelli che vivono con lui; è fidanzato con Paperina, pur con alti e bassi, e possiede diversi cugini che lo assillano, tra cui Gastone Paperone, per cui spesso prova invidia, vista la sua immensa fortuna e il suo costante tentativo di conquistare Paperina, ma soprattutto è gravato da orde di creditori e persino con lo zio ha una lunga lista di debiti; privo di impiego fisso, si trova spesso in difficoltà economiche e, complice la sua congenita sfortuna aggravata dall'inettitudine, pur riuscendo per poco a superarle si ritrova in guai ancora peggiori da una storia all'altra. I suoi impieghi più costanti sono quelli di giornalista presso il quotidiano Papersera o lucidatore di monete, sempre al servizio dello zio, ma ne ha svolti saltuariamente a centinaia.

### Alter ego
Nel corso degli anni sono state creati degli alter ego o identità segrete, in particolare nei fumetti, soprattutto di produzione italiana.
- Paperinik: a partire dal 1969 Guido Martina e Giovan Battista Carpi calano Paperino in un'atmosfera noir fornendogli l'identità segreta di Paperinik[12], eroe in maschera domino che si aggira a Paperopoli nelle ore notturne. Paperinik è il prodotto della profonda frustrazione e insofferenza che il papero nutre verso i suoi familiari e avversari, e nasce come formula di rivalsa nei loro confronti; per questo è un vero e proprio furfante, e solo con il tempo (e con la nuova generazione di maestri Disney) si trasformerà in un paladino della giustizia, amatissimo dai lettori.
- PK o PiKappa: negli anni novanta viene ideata una versione rivisitata di Paperinik[13], dai toni più tecnologici e fantascientifici, protagonista della serie PK caratterizzata da atmosfere più moderne e "adulte" rispetto alle storie classiche.
- Qu-Qu 7: oltre a quella di supereroe mascherato, Paperino ha un'altra identità segreta: l'agente segreto della P.I.A. (Qu-Qu 7, che vuol dire Agente Quasi Qualificato 7), ideato da Carlo Chendi e Giovan Battista Carpi nel 1966 come emulo di 007 e sviluppato in una serie di storie nei decenni successivi.
- DoubleDuck (DD o DiDi): nel 2007 dal lavoro di Fausto Vitaliano è nato anche un filone alternativo all'agente Qu-Qu 7, la serie di DoubleDuck. Paperino questa volta non è più al soldo dello Zione, pronto a difendere la sua futura eredità, ma un vero agente segreto alle dipendenze dell'Agenzia, una misteriosa organizzazione di spionaggio para-governativa che ha il compito di debellare tutte le minacce che mettono a rischio la sicurezza della nazione.
- Paperino Paperotto (PP8): nel 1999 debutta il personaggio di Paperino Paperotto, che non è altro che Paperino da giovane. Paperotto vive a Quack Town nella fattoria di Nonna Papera. Tenero, adorabile, allegro, spensierato, vivace, simpatico, combinaguai, furbo e ingegnoso, Paperotto forma insieme ai compagni di scuola Louis Cromb, Millicent Webfoot, Tom Lovett e Betty Lou Van Der Built, un gruppo vivace di amici. Tra il 2006 e il 2007 questa versione di Paperino è stata titolare di una testata dedicata chiamata PP8 - Paperino Paperotto, in cui il bambino è a capo della squadra chiamata S.O.S., cioè Sopravvivenza Oppressione Scolastica, sotto nome in codice come l'Agente PP8. Da notare che Paperotto non è ancora sfortunato come Paperino.

## Nell'animazione
Dopo l'esordio, avvenuto in un cortometraggio a sfondo moraleggiante della serie delle Sinfonie allegre, Paperino, nato come personaggio che doveva apparire una volta e mai più, viene "promosso" nella gang di Topolino nello stesso anno per Una serata di beneficenza (1934), in cui emergono tutte le sue potenzialità come protagonista comico assoluto, esasperando la sua classica voce starnazzante grazie al vulcanico doppiatore Clarence Nash e creando gag a ripetizione. Il bellicoso e inetto papero conosce una veloce scalata al successo; nel 1936 fa da spalla a Topolino, rubandogli la scena in corti come Scampagnata o Il circo di Topolino, e recita anche in corti come parte del trio Topolino-Paperino-Pippo; nel frattempo, già da Giorno di trasloco, il suo look cambia, il suo becco si accorcia e le ali diventano mani, mentre in Paperino e Pluto Topolino è per la prima volta assente; nel 1937 è titolare di una serie tutta sua, ufficialmente inaugurata con Paperino e lo struzzo, ma già partita con Paperino innamorato. La serie si rivelerà la più prolifica dei successivi vent'anni, arrivando a eguagliare il numero di corti prodotti per Topolino, e piccoli capolavori come Un giorno fortunato (1939), Paperino e l'appuntamento (1940), Paperino non può dormire (1941), Una giornata sbagliata (1944), Paperino e la pazienza (1945), Il dilemma di Paperino (1947), Paperino in tribunale (1948) o Fiori d'arancio per Paperino (1954) sono entrati nella storia del cinema di animazione. Da ricordare che nel periodo della seconda guerra mondiale vengono prodotti corti di propaganda a tema bellico, come Der Fuehrer's Face (1943), che vinse l'Oscar al miglior cortometraggio d'animazione; inoltre, Paperino è il protagonista dei due lungometraggi ambientati in America Latina realizzati dalla Disney in quegli anni per rinsaldare i rapporti di amicizia con i paesi di quelle zone: Saludos Amigos (1942) e I tre caballeros (1945), in cui forma un trio canterino con gli amici José Carioca e Panchito Pistoles.Nel 1948 tornano sugli schermi Paperino e Josè Carioca senza Panchito nel cortometraggio Tutta colpa della samba,incluso nel film lo scrigno delle sette perle,con il precedente personaggio che appariva molte volte nei Tre caballeros, l'Aracuan.Tra il 1945 e il 1947 sono molti i corti diretti da Jack King, che ama concentrarsi su un maggiore approfondimento psicologico del personaggio; dalla fine del 1947 in avanti, però, la serie verrà gestita prevalentemente da Jack Hannah, che preferirà concentrarsi sulle scaramucce con piccoli animaletti come Cip & Ciop, api, formiche e altri. L'ultimo corto della serie fu Paperino e l'ecologia (1961), anche se questa aveva smesso di produrne continuativamente già nel 1956. Da ricordare Paperino nel mondo della matemagica (1959) e le apparizioni televisive, nel contesto delle quali verrà introdotto il suo strambo "zio d'Europa" Pico De Paperis.
Paperino ritornerà al cinema solo nel 1983 e da lì in poi è comparso quasi sempre al fianco di Topolino, ma va ricordato il suo importante ruolo da solista in Fantasia 2000 al fianco dell'amata Paperina.
Nel 2024 torna ad essere per la prima volta dopo 63 anni protagonista di un corto, in Donald Duck in D.I.Y. Duck, diretto da Mark Henn e realizzato in occasione del novantesimo anniversario del personaggio. Il corto è stato inserito come episodio aggiuntivo nella serie originaria terminata nel 1961: "Donald Duck".

## Nel fumetto americano

### Strisce giornaliere e tavole domenicali
L'esordio del personaggio nei fumetti risale al 16 settembre 1934 nella serie settimanale a fumetti delle Silly Symphony con una riduzione del suo esordio cinematografico The Wise Little Hen, nota in Italia come I due fannulloni o Paperino e la Gallinella Saggia, sceneggiata da Ted Osborne e disegnata da Al Taliaferro.
Nel 1935 Paperino poi debutta nelle strisce giornaliere di Topolino disegnate da Floyd Gottfredson che, sempre alla ricerca di una spalla per Topolino, mette insieme i due personaggi in storie come Topolino e il mistero dei cappotti, o, insieme a Pippo, nelle storie Topolino giornalista e Topolino nella casa dei fantasmi. In queste storie il ruolo di Paperino nella risoluzione degli enigmi affrontati da Topolino è alquanto marginale, ma contemporaneamente cresce la sua popolarità come personaggio comico sia nei cortometraggi che nelle tavole domenicali, in cui diventa la vittima degli scherzi di Tip e Tap (come poi lo sarà dei suoi stessi nipotini) e talvolta persino di Topolino, che generalmente lo considera un guastafeste attaccabrighe. Il successo di Paperino porta quindi alla creazione delle due linee narrative principali dei personaggi Disney, l'universo di Paperopoli e quello di Topolinia, e il personaggio diviene protagonista di una propria serie di strisce a fumetti e tavole domenicali sceneggiate da Ted Osborne e disegnate da Al Taliaferro. Dal 30 agosto 1936 le tavole domenicali delle Silly Symphonies (topper di quelle di Mickey Mouse) diventano lo spazio delle gag di Paperino, che comunque continua a interagire con gli altri personaggi di Topolinia a eccezione di Topolino (che non poteva essere utilizzato per limitazioni imposte dal King Features Syndicate che impedivano al protagonista di una serie di tavole domenicali di comparire nel suo topper); queste tavole domenicali cambiano nome prima in Silly Symphony featuring Donald Duck e poi, dal 22 agosto 1937, in Donald Duck e verranno pubblicate fino al 5 dicembre 1937, sempre disegnate da Taliaferro che, insieme con lo sceneggiatore Bob Karp, darà poi vita dal 7 febbraio 1938 a una nuova serie di strisce giornaliere, proprio come quelle di Topolino, nella quale i personaggi di Topolinia (a parte una comparsata di Clarabella nella striscia giornaliera del 28 febbraio 1938) scompaiono definitivamente; tuttavia, a differenza di quelle di Mickey Mouse, queste, a parte rare eccezioni più che altro ispirate ai cortometraggi con Paperino protagonista, sono sequenze auto-conclusive, nelle quali vengono sviluppate semplici gag ideate da sceneggiatori provenienti dall'animazione, come Homer Grightman e Roy Williams, i quali si alternano fino a quando Bob Karp non ne diventa sceneggiatore fisso, occupandosene fino alla morte nel 1975; Paperino dunque non vive vere e proprie avventure, ma solo gag domestiche quotidiane, almeno per ora. Il 10 dicembre del 1939 ritorna la tavola domenicale Donald Duck, sempre disegnata da Taliaferro con l'aiuto di inchiostratori come Bill Wright, Karl Karpé, Dick Moores, George Waiss. Taliaferro disegnerà le strisce giornaliere di Paperino fino al 18 gennaio 1969, appena due settimane prima della sua morte.
Taliaferro introduce nelle strisce nuovi comprimari: il 17 ottobre 1937 fanno il loro esordio i tre nipoti di Paperino, Qui, Quo e Qua (Huey, Dewey, Louie), che ebbero talmente successo che poco dopo apparvero anche nei cortometraggi di Paperino. Seguono poi il San Bernardo Bolivar (17 marzo 1938), il cugino Ciccio (9 maggio 1938), la 313, l'automobile di Paperino (1º luglio 1938), la fidanzata Paperina (4 maggio 1940) e Nonna Papera (27 settembre 1943). Il professor Pico de Paperis, ideato per la televisione, esordirà nei fumetti sempre su queste strisce (24 settembre 1961), ma fa una fugace apparizione anche lo zio Paperone nel periodo febbraio-marzo 1951, per poi tornare in pianta stabile nel gennaio 1960.

### Carl Barks - "L'uomo dei paperi"

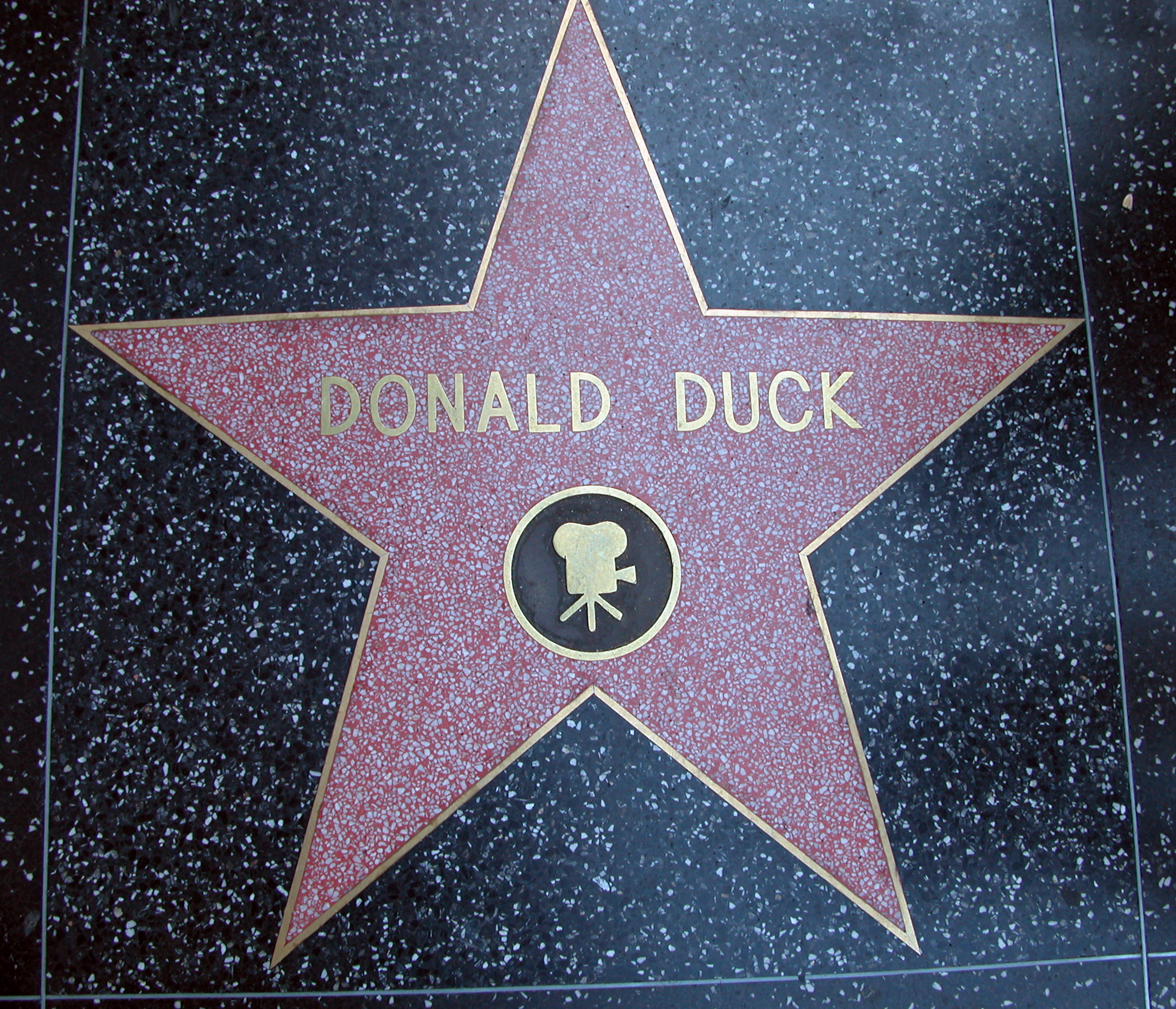
La stella di Paperino sulla Hollywood Walk of Fame

L'esordio di Paperino negli albi a fumetti avviene nel 1942 con la storia Paperino e l'oro del pirata, realizzata da Carl Barks e Jack Hannah. Barks aveva iniziato la sua carriera come animatore realizzando la gag, nel corto L'uomo meccanico, con Paperino del 1937, in cui una macchina-barbiere rade il fondoschiena di Paperino, scambiandolo per la sua testa. Iniziò una lunga collaborazione con Jack Hannah, con il quale prima fece esordire Qui, Quo e Qua nel corto I nipoti di Paperino e poi realizzando a quattro mani la succitata storia a fumetti, che è anche la prima storia lunga mai scritta con Paperino protagonista negli Stati Uniti (in Italia c'era già stato qualcosa). Barks ne realizzerà molte altre fino al 1967, alternandosi, nelle pubblicazioni delle riviste Walt Disney's comics and stories e Four Color, con autori del calibro di Tony Strobl, Paul Murry e Jack Bradbury.
Carl Barks è stato definito l'uomo dei paperi proprio perché, partendo dal Paperino di Taliaferro che viveva solo gag quotidiane, lo ha fatto maturare e ne ha approfondito il carattere, lo ha calato nei panni dell'eroe in lunghe avventure e gli ha costruito attorno tutto un microcosmo relazionale e persino cittadino. La creatività di Barks porta la Western Publishing, editrice dei fumetti Disney, a pubblicarne i lavori nella collana Walt Disney's Comics and Stories, per la quale realizza storie di vita quotidiana di dieci tavole (le famose ten-pages), e Four Color, per la quale inizia a scrivere storie di ampio respiro che pongono le basi del Paperino avventuroso che, negli anni successivi, andrà a caccia di tesori accompagnando lo zio Paperone. Vanno ricordate avventure memorabili come Paperino sceriffo di Valmitraglia (1948), nella quale il personaggio si improvvisa sceriffo con tutta la sua inconcludente sbruffoneria, o Paperino e il mistero degli Incas (1949), che porta i quattro paperi a scoprire una civiltà dimenticata nel cuore delle Ande, o ancora Paperino nel tempo che fu (1951), in cui i nostri tornano indietro nel tempo alla California del 1848; per ovviare al fatto che Paperino sia essenzialmente un antieroe e non possa cavarsela da solo, Barks trasforma i tre nipotini da piccole pesti a paperotti intelligenti, usando l'una o l'altra versione a seconda delle esigenze narrative; ricordiamo anche Paperino e il feticcio (1949), Paperino e il tesoro dei vichinghi (1949), Paperino e il sentiero dell'unicorno (1950) o Paperino contro l'uomo d'oro (1952), molte delle quali vedono Paperino in gara contro il borioso e arrogante cugino Gastone Paperone, creato nel 1948 proprio come antagonista, che grazie a un'incredibile fortuna riesce a battere Paperino senza sforzo; le storie di Barks però, sempre a sfondo moraleggiante, regalano spesso la vittoria finale al misero Paperino, nonostante i suoi difetti e la sua impulsività, e da papero inetto e pigro lo vedono acquisire sempre più carisma, candidandolo a poter vivere virtualmente qualunque tipo di avventura grazie al coraggio e alla bontà di cuore che cela dietro le apparenze: non a caso, complice anche l'esordio di zio Paperone, dagli anni '50 la produzione di storie con i paperi "esploderà" in tutto il mondo, scavalcando quella delle storie di Topolino.
Oltre alle avventure in giro per il mondo, Barks si applica a modellare il carattere di Paperino nelle innumerevoli ten-pages, facendolo applicare con tenacia e intraprendenza a lavori spesso improbabili (accordatore di campanelli, propagandista di farina, venditore di frullini, incantatore di serpenti), tutti destinati al fallimento. L'unico mestiere "permanente" che prima o poi Paperino torna sempre a svolgere è quello al servizio del ricchissimo zio Paperone, solitamente alla misera paga di «30 centesimi di dollaro all'ora» nonostante l'inflazione.
Proprio il ricco zio Paperone è il personaggio più importante creato da Barks (nel 1947), che da semplice comparsa lo trasforma gradualmente in un membro fondamentale del nucleo familiare di Paperino; per ottenere questo ruolo centrale, il personaggio si converte però da iniziale vecchio arcigno e antagonista ad arzillo e strambo magnate e rivela un rapporto conflittuale con il nipote, sia pure essenzialmente basato su un grande affetto reciproco; dal 1953 gli viene persino dedicata una testata autonoma; inoltre, da quell'anno in poi le avventure lunghe di Barks non vedranno più protagonisti solo Paperino e i nipotini, bensì Paperone accompagnato da loro alla ricerca di tesori perduti o a caccia di nuovi affari. Barks creerà anche molti altri personaggi intorno a Paperone: la Banda Bassotti (1951), Archimede Pitagorico (1952), Cuordipietra Famedoro (1956), Rockerduck (1961), la fattucchiera Amelia (1961). L'ampia mole di storie e di parenti creata da Barks gli suggerisce, nel corso degli anni cinquanta, di realizzare un albero genealogico a suo uso e consumo, dal quale anni dopo il disegnatore Don Rosa trarrà ispirazione per realizzare l'albero genealogico dei paperi, dal quale risulta che Paperino è il figlio di Quackmore Duck, uno dei figli di Nonna Papera, e di Ortensia de' Paperoni, sorella dello zio Paperone, nonché fratello gemello di Della Duck, la madre di Qui, Quo e Qua.

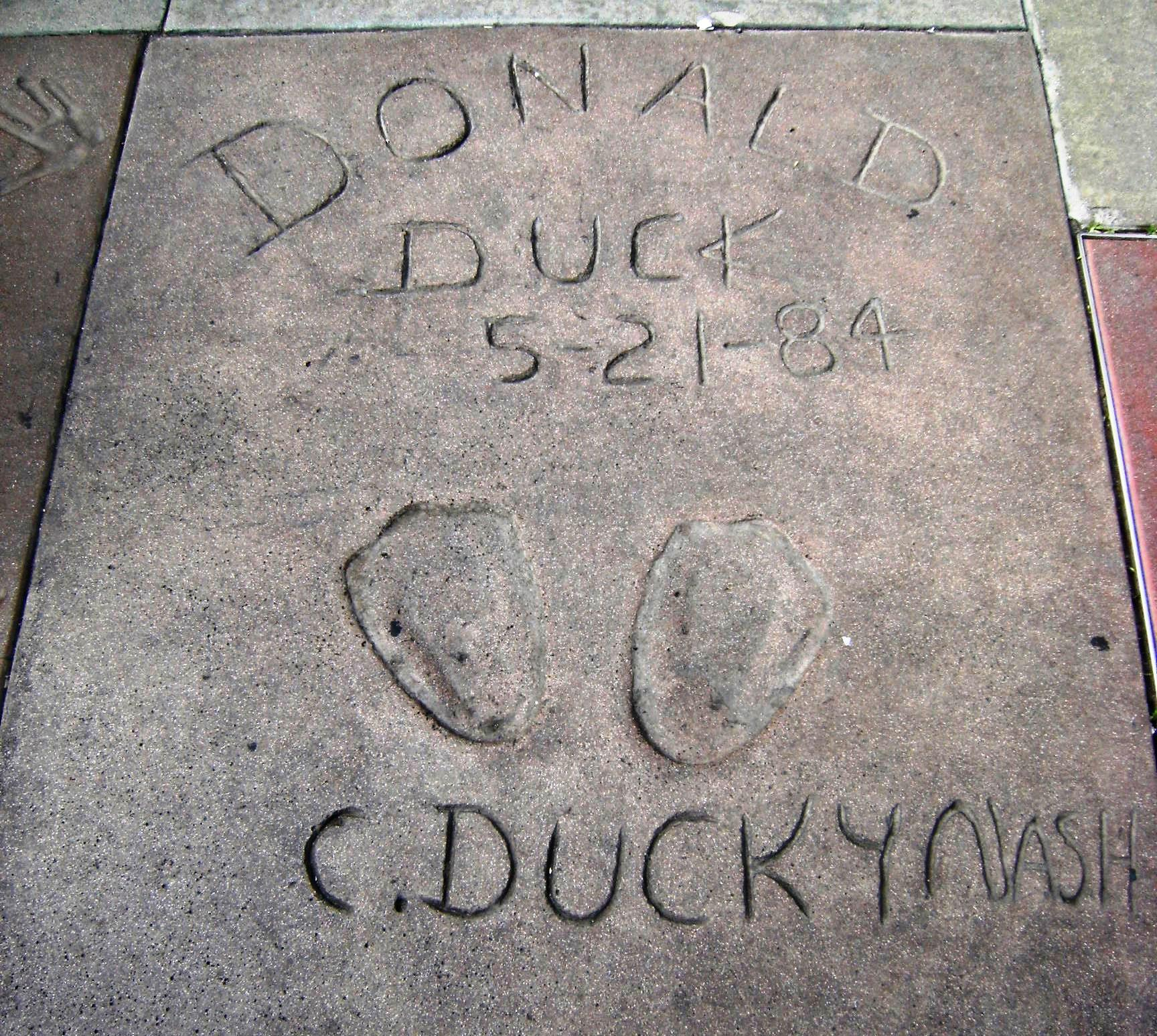

### Don Rosa e gli altri
Più recentemente, in America e non solo, sono stati degni di nota autori come Don Rosa e William Van Horn. Se Tony Strobl o Vic Lockman avevano continuato per decenni la produzione di storie a carattere "domestico" con Paperino, il principale erede americano di Carl Barks è stato Don Rosa, autore di un'originale analisi e contestualizzazione dell'anima pigra e trascurata del personaggio con lo spirito avventuroso delle opere barksiane. Paperino viene presentato nella Saga di Paperon de' Paperoni come un personaggio qualunque, incapace di comprendere l'amore dello zio per il denaro e per l'avventura, che attribuisce alla sola avidità, e di credere alla veridicità della sua gioventù avventurosa, ma è anche un papero carico di amore paterno verso i nipotini e di slanci di dinamismo che lo spingono ad accettare molteplici lavori e ad accompagnare lo zio Paperone nelle sue avventure. Questi tratti, secondo Don Rosa, gli hanno consentito di guadagnare il rispetto dello zio, il quale comunque preferisce mostrarsi con lui rigido e inflessibile per non perdere la propria reputazione.
La traduzione italiana della Saga di Paperon de' Paperoni di Don Rosa introduce un elemento giustificativo a posteriori di una licenza narrativa relativa al nome completo Paolino Paperino: in un dialogo tra il padre Quackmore e la madre Ortensia, il primo propone "Paolino" come nome per un loro futuro figlio, ma Ortensia protesta con veemenza, ritenendolo un nome stupido.

## Nel fumetto italiano

### Le prime storie
In Italia il personaggio appare per la prima volta in un supplemento del settimanale Topolino edito dalla Casa Editrice Nerbini nel 1935 e successivamente, con il passaggio dei diritti alla Mondadori, guadagna una testata propria con il settimanale Paperino e altre avventure nel 1937, edito dalla A.P.I., e inizia ad apparire su tutte le testate Mondadori che pubblicano materiale Disney. Le prime storie realizzate in Italia apparvero tra il 1937 e il 1940 nel settimanale Paperino e altre avventure, realizzate da Federico Pedrocchi, coadiuvato talvolta da altri autori come Nino Pagot, nelle quali il personaggio era protagonista di storie lunghe e avventurose molto prima che questo avvenisse negli Stati Uniti, dove all'epoca le strisce a fumetti di Al Taliaferro erano sostanzialmente auto-conclusive e si dovrà aspettare Carl Barks nel 1942 per averne di equivalenti. Oltre che in Italia, anche in Inghilterra c'erano già stati dei tentativi di storie a più ampio respiro con Paperino protagonista, realizzati da William Albert Ward, che vedevano Paperino in compagnia prima di Donna Duck (un'antesignana di Paperina, dalle origini messicane) e poi del marinaio Mac, un personaggio presto dimenticato. In quegli anni era abbastanza semplice introdurre nuovi personaggi per le storie di Paperino, vista l'assoluta mancanza di comprimari, ma quasi nessuno dei personaggi introdotti da Pedrocchi sopravvisse al suo autore.
Con gli anni decine di altri autori italiani si occuparono del personaggio, a cominciare da Luciano Bottaro, Giovan Battista Carpi e Romano Scarpa e successivamente Giorgio Cavazzano, Massimo De Vita e Marco Rota.

### I maestri Disney italiani
Inizialmente il personaggio delle storie italiane, più che seguire gli sviluppi del Paperino di Barks, si riallaccia al papero di Taliaferro e dei disegni animati: in particolare il Paperino di Guido Martina, prolifico autore dei primi decenni del settimanale, è pigro, meschino, infantile, perseguitato dalla sfortuna e tirannico persino con i suoi nipoti, il perfetto opposto del saggio Topolino; vive a Paperopoli in una casa sgangherata (chiamata dispregiativamente "catapecchia"), di proprietà dell'avido zio Paperone che lo ricatta senza pietà a causa degli affitti non pagati. Nel suo giardino, tra due alberi è appesa un'amaca, che insieme al divano nel salotto è il luogo deputato ai suoi pisolini, che sono il suo modo di evitare i problemi. Sempre al verde, guida una vecchissima automobile (chiamata dispregiativamente "catorcio") targata 313, è sempre oppresso dai debiti e dalle orde di creditori, non ha un impiego fisso anche se spesso svolge lavori precari oppure stravaganti, ma comunque cerca sempre di evitare il lavoro come può. Resta comunque un ottimo cuoco: sono famose le sue frittelle, il cui profumo lo zio Paperone riesce a sentire fin dal deposito. Il cugino Gastone Paperone non è meno lavativo, ma è sfacciatamente fortunato e suo rivale sentimentale nei confronti della vanitosa Paperina, che spesso cede alle avances di Gastone, talvolta anche per fare ingelosire Paperino. Si trova spesso nei guai a causa del cugino Paperoga, ancora più maldestro di lui, anche perché non riesce mai a dirgli di no e si lascia abbindolare dalle improbabili prospettive di guadagno del cugino. Paperone lo sfrutta per lavori massacranti nel deposito o come "uomo di fatica" in pericolose spedizioni ai quattro angoli del mondo; durante queste avventure capita che Paperino suggerisca strategie e consigli allo zio, che spesso si rivelano fallimentari, causando ingenti danni economici allo zio, che spesso finisce a inseguirlo per "spiumarlo vivo"; altre volte Paperone lo inganna promettendogli una parte del guadagno, che poi non gli corrisponde grazie a clausole contrattuali o a frasi ambigue che lo sollevano dall'impegno.
La sfortuna di Paperino, che Barks non ha mai definito bene, caratterizzandola piuttosto come prodotto della sua inettitudine, è invece proverbiale e certificata nelle storie italiane, e in Paperin Meschino del 1956, sceneggiata da Guido Martina e disegnata da Pier Lorenzo De Vita, ne viene fornita una delle molteplici spiegazioni: nel XV secolo una strega aveva maledetto un avo di Paperino e tutti i suoi discendenti per mille anni; di conseguenza Paperino e i suoi discendenti smetteranno di essere perseguitati dalla sfortuna nel 2400 circa.
Già Romano Scarpa, però, fin dagli anni '50 preferisce utilizzare un Paperino caratterialmente più simile a quello di Barks, ovvero sempre abbastanza sbruffone e lavativo, ma mai maligno, e anche dei rapporti familiari meno tesi (il suo Paperone non è crudele e sfruttatore, e Paperina e i nipotini mostrano un sincero affetto per Donald); memorabili le avventure Paperino e i gamberi in salmì (1956) e Paperino agente dell'F.B.I.!, (1961) che interpretano "all'italiana" il Paperino intraprendente e coraggioso, ma al tempo stesso adorabilmente incapace, mattatore indiscusso dell'opera barksiana. Sulla scia di Scarpa, è poi soprattutto il suo epigono Rodolfo Cimino, grandissimo autore Disney, che realizzerà centinaia di storie per cinquant'anni, a rendere onore a Paperino che, senza perdere l'indole nullafacente e la storica iella, nelle sue storie rispecchia particolarmente gli alti e bassi dell'uomo medio, con le sue aspirazioni e i suoi valori, sempre pronto a mettersi in gioco per amore dei nipotini, di Paperina e persino di Paperone, lanciandosi in innumerevoli avventure e cacce al tesoro; Cimino realizza anche la versione italiana del vicino di casa Jones, ideato da Barks - il pestifero Anacleto Mitraglia - e mette in luce una vena di malinconia nella personalità di Paperino: nella storia Paperino e l'avventura sottomarina (1972) introduce il personaggio di Reginella, graziosa regina aliena che il papero incontra e di cui si innamora ricambiato; la loro struggente unione, impossibile per molti motivi, verrà riproposta successivamente in altre storie, componendo una vera e propria saga.

### Paperino eroe moderno
Per la sua versatilità come "attore" Paperino è l'eroe (o antieroe) della gran parte delle Grandi Parodie Disney realizzate dagli autori italiani, sin dai primi capolavori come Il Dottor Paperus (1958) o La leggenda di Paperin Hood (1960), passando per Paperino missione Bob Fingher (che nel 1966 inaugura la serie delle storie della P.I.A. in cui agisce con il nome di Agente QU-QU-7), poi Sandopaper e la perla di Labuan (1976), Paperino e il vento del Sud (1982), L'inferno di Paperino (1987), fino a Il principe Duckleto (2016) e molte altre.
Nel 1969 Guido Martina, che continuava a rappresentare nelle sue storie un Paperino particolarmente meschino ed egoista circondato da "parenti serpenti", sceglie di concedere una forma di "riscatto" al personaggio dalla propria vita grama, facendogli indossare i panni del vendicatore mascherato, in modo da ottenere giustizia nei confronti dei propri rivali e detrattori: è così che nasce Paperinik. Nel corso degli anni '70, progressivamente gli autori italiani sposano il nuovo modello "scarpiano" della famiglia dei paperi, abbandonando lo stile di Guido Martina, e tra i nuovi "maestri" ci sono Massimo De Vita, Giorgio Cavazzano e Giorgio Pezzin; quest'ultimo affianca sempre più spesso a Paperino il cugino Paperoga come amico e spalla, non più solo guastafeste. Paperinik si evolve, diventando a poco a poco il maldestro paladino della città, che comunque rivela le doti di eroismo e altruismo nascoste nel personaggio di Paperino.
Ormai protagonista indiscusso del settimanale Topolino da decenni, negli anni '90 Paperino può ormai vantare anche un mensile che porta il suo nome, inaugurato fin dal 1976, e un altro mensile dedicato alla sua identità segreta, nato nel 1993; inoltre nel 1996 un team di autori (Ezio Sisto, Alessandro Sisti, Francesco Artibani e altri) decide di sfruttare fino in fondo il personaggio di Paperinik, rendendolo protagonista di nuove avventure ambientate nello spazio, pubblicate su un albo apposito sul modello dei comic book americani e caratterizzate da una narrativa molto più matura e adulta: nasce PK (Pikappa), innovativo prodotto della scuola Disney italiana, che si rivela un grande successo per l'originalità del personaggio, poiché dietro le prerogative da supereroe c'è comunque Paperino, con tutte le sue debolezze e imperfezioni, eppure capace di atti di estremo coraggio e valore che lo innalzano nella schiera degli eroi.
Negli anni, basandosi sulla tradizione di autori come Guido Martina, Abramo Barosso o Rodolfo Cimino, gli autori italiani hanno sviluppato una continuity differente da quella barksiana per la vita dei personaggi Disney; esempio di tale sviluppo (ancora oggi rispettato nella serie Paperino Paperotto) è la storia Buon compleanno Paperino, scritta e disegnata nel 1984 da Marco Rota in occasione dei 50 anni del personaggio, in cui si racconta la vita di Paperino, trovato da Paperone e Nonna Papera (in questo caso fratelli) quando era appena uscito dall'uovo (successivamente scopriranno che è effettivamente imparentato con loro); vive nella fattoria di Nonna Papera per molti anni, per poi trasferirsi a Paperopoli. Su questo spunto nel 1998 viene inaugurata sul settimanale la fortunata serie di Paperino Paperotto ideata da Bruno Enna, che racconta l'infanzia di un fantasioso e spensierato Paperino nella località rurale di Quack Town, presso la fattoria della nonna. I due decenni del nuovo millennio hanno visto, tra le altre cose, la creazione nel 2008 di un'altra identità segreta, a opera di Fausto Vitaliano: DoubleDuck, agente segreto impegnato contro complotti e cospirazioni di ogni genere, dietro cui si cela un Paperino particolarmente ironico e sicuro di sé.

## Nel fumetto estero
In Inghilterra il personaggio esordì sulla testata Mickey Mouse Weekly in storie realizzate da William A. Ward dal 1937 al 1940, in Argentina negli anni cinquanta è disegnato da Luis Destuet, in Brasile da autori come Carlos Herrero, Sergio Liani e Irineu Soares Rodrigues, in Olanda dal 1974 in poi da autori come Daan Jippes, Fred Milton e poi Ben Verhagen, Mau Heymans e altri che crearono storie sul modello barksiano. In Danimarca il gruppo Egmont produce storie illustrate da Vicar, Branca, Rosa, Rota, Van Horn, Korhonen e altri artisti di varie nazioni.

## Altri media

### Televisione
- DuckTales - Avventure di paperi (1987-1990): Paperino decide di arruolarsi in marina e compare solo in poche puntate. Dopo l'apparizione nella prima e terza parte di Il tesoro del sole d'oro, è co-protagonista dell'episodio n. 7 Paperino e la mummia vivente, del n. 37 nella seconda parte di Duello all'ultimo dollaro, del n. 62 A me gli occhi spia e del n. 63 Macchia nera e l'aereo invisibile oltre a brevi camei nel n. 30 Ritorno a Itaquack e nel n. 65 Le nozze di Zio Paperone.
- Bonkers - Gatto combinaguai (1993): nel primo episodio della serie Paperino è un idolo del gatto poliziotto Bonkers.
- Quack Pack (1996): Paperino, nel ruolo di cameraman, è il protagonista della serie, assieme ai suoi nipotini Qui, Quo e Qua e la fidanzata Paperina. In questa serie Paperino indossa una camicia hawaiana di colore blu con i fiori rossi.
- Mickey Mouse Works (1999-2000): Paperino è protagonista di alcuni corti sullo stile di quelli classici cinematografici.
- House of Mouse - Il Topoclub (2001-2003): Paperino lavora nell'omonimo locale.
- La casa di Topolino (2006): serie dedicata a un pubblico di età pre-scolare, Paperino insieme ad altri personaggi aiuta a risolvere quesiti di varia natura.
- Topolino (2013): Paperino è uno dei personaggi principali della serie, e nonostante sia sempre sfortunato e irascibile, si dimostra sempre gentile, e a partire dall'episodio Doppia decisione, cambierà personalità.
- Topolino e gli amici del rally (2017): Paperino è il quarto membro del gruppo, al volante del suo Cabinato.
- DuckTales (2017-2021): in questa serie, a differenza di quella originale, il personaggio fa parte del terzo protagonista.
- La leggenda dei tre Caballeros (2018): Paperino e uno dei protagonisti della serie, assieme nuovamente con José Carioca e Panchito.

### Videogiochi
Paperino è comparso in vari videogiochi:
- Quackshot (Sega Mega Drive) (1991)
- World of Illusion (Sega Mega Drive) (1992)
- Maui Mallard in Cold Shadow (Super Nintendo, Pc, Game Boy, Sega Mega Drive) (1995-1996)
- Donald Duck in the Magic Cap
- Donald Duck's Playground (Amiga, Atari ST, Apple II, Commodore 64, IBM PCjr) (1996-1998)
- Paperino: Operazione Papero (Microsoft Windows, PlayStation, Nintendo 64, Game Boy Color, Sega Dreamcast, PlayStation 2, Game Boy Advance, Nintendo GameCube) (2000)
- Chi è PK? (PlayStation 2, Nintendo Gamecube) (2002)
- Kingdom Hearts (PlayStation 2) (2002)
- Disney Golf (PlayStation 2) (2002)
- Kingdom Hearts: Chain of Memories (GameBoy Advance, PlayStation 2) (2005)
- Kingdom Hearts II (PlayStation 2) (2006)
- Kingdom Hearts 358/2 Days (Nintendo DS) (2009)
- Kingdom Hearts Birth by Sleep (PSP, PlayStation 3) (2010)
- Kingdom Hearts Coded (Cellulare, Nintendo DS) (2011)
- Kingdom Hearts 3D: Dream Drop Distance (Nintendo 3DS, PlayStation 4) (2012)
- Disney Infinity 2.0: Marvel Super Heroes (PlayStation 4, PlayStation 3, Xbox One, Xbox 360, Nintendo 3DS, Wii U, PC) (2014)
- Lucky Dime Caper
- Kingdom Hearts III (PlayStation 4, Xbox One)

## Controversie
- Per il personaggio Howard il papero la Marvel fu accusata di plagio per via della somiglianza con Paperino. A seguito di questo al personaggio della Marvel furono aggiunti dei pantaloni.[30]